# キ・ファイターテラン
『キ・ファイターテラン』（原題：기파이터 태랑、Ki Fighter Taerang）は日韓共同制作のアニメ作品。全26話。
日本では2002年8月21日から2003年3月19日までNHKBS2の衛星アニメ劇場で放送された。

## あらすじ
テランは正義感あふれるテコンドー使いの少年。魔法の杖を持ったテコン国の妖精ティプルとともに、魔王を倒せるという伝説の勇士を探しに旅立つ。人々を苦しめる魔王の手下や魔女を倒すテランの旅は、彼を大きく成長させていく。やがてテランは、伝説の勇士トレノを見つけだし、彼とともに魔王に立ち向かう。

## 登場人物
テラン （声優：相田さやか）
本作の主人公でテコンドーが得意な少年。
ティプル （声優：千葉紗子）
本作のヒロインでテコン国の妖精。呪いで天使の羽をコウモリの羽に変えられている。
チチア （声優：あきやまるな）
タヌキ。テランやティプルと行動を共にする。
ラミ （声優：小林沙苗）
パラ （声優：熊谷ニーナ）
ニバス （声優：松永英晃）
トレロ （声優：波多野和俊）
伝説の勇士
ボールボーイ （声優：小林沙苗）
大魔王 （声優：星野充昭）

## スタッフ
- プロデューサー：Yoo Sung Woong
- シリーズ構成：Kim Ki Hong、富田祐弘
- 翻訳：Bae Kyung Bok
- 音楽：Lee Chang Ryong
- 音響監督：Shin Nak Hyung
- キャラクターデザイン：東出太、Moon Dae Sik、Yoon Joo Byung、Shin Mi Hwa
- 美術監督：辻忠直
- 色彩設計：柴田恭子
- 撮影監督：山越康司、Hong Seong Tak
- 編集：ホン ソン タク
- 録音：Channel 10、ＴＡＶＡＣ
- キャスティング：なかのとおる
- 設定制作：西村陸平
- 監督：箕ノ口克己
- 製作：production GRIMI
- 制作協力：ジェイ・シー・エフ

### 各話スタッフ
- 脚本：金キホン　その他
- 協力：ハーフ エイチ・ピー スタジオ
- 原画：香西隆男、清山滋崇、武藤和浩、奥野治男、石井裕之、ＧＲＩＭＩ　その他
- 動画：イ イョン キ、ホン ジュン ミン、ジョン ス ジン　その他
- 動画チェック：松井芳彦　その他
- 背景：ＭＡＯ　その他
- 色指定・検査：岡田初美　その他
- 仕上げ：ピーコック　その他
- 撮影：ティ・ニシムラ（大貫昌男、世良隆光、勝又雄一、矢吹健、大久保悠子）　その他
- 制作進行：香西賢一　その他
- 作画監督：香西隆男　その他
- 美術監督：飯島由樹子　その他
- ストーリーボード：Toshinori、Yoo Sung Woong、Moon Dae Sik、箕ノ口克己　その他
- 演出：箕ノ口克己　その他

## 主題歌
オープニング曲「キ・ファイターテラン」
作詞：Noh Hyung Woo／作曲：Yoo Hyun Joo／歌：SpaceA
エンディング曲「Dream Come True」
作詞：Kim Han Kyoo／作曲：Yoo Hyun Joo／歌：SpaceA

## サブタイトル
1. 行き違う運命
2. おもちゃ王国を救え!
3. お祭り町の恐ろしい夜
4. 狩場の怪物
5. 嘘つき大作戦
6. 赤い雨の恐怖
7. キ・ファイターコクンを探せ
8. マリネス号の危機
9. 赤い月の呪い
10. 千年前の秘密
11. 暴風の荒れる井戸
12. 死の自転車競争[レース]
13. ガラスの城の妖精
14. 楽しい鉄の遊園地
15. 悪夢のような城
16. 突撃サブマリンガール
17. 地底太陽の爆発を止めろ!
18. 火山神殿の危機
19. ガンバレ!郵便屋さん
20. 勇士トレロの大冒険
21. 誘拐されたチチア
22. ゴブリンボタルの森
23. 天使の書物を守れ
24. 天使美術館の大火災
25. よみがえった大魔王
26. 勇者キ・ファイター誕生